# National Airways Gabon

National Airways Gabon es una aerolínea con base en Libreville, Gabón. Efectúa vuelos de pasajeros. Se fundó y comenzó a operar en 2002.

## Flota
En enero de 2005 la flota de National Airways Gabon incluye:
- 1 Fokker F27 Mk300